# Mitrella tiwiensis
Mitrella tiwiensis är en kirimojaväxtart som beskrevs av L.W. Jessup och Bygrave. Mitrella tiwiensis ingår i släktet Mitrella och familjen kirimojaväxter. Inga underarter finns listade i Catalogue of Life.